# Peist
Peist (toponimo tedesco; in italiano Peste, desueto) è una frazione di 204 abitanti del comune svizzero di Arosa, nella regione Plessur (Canton Grigioni).

## Storia

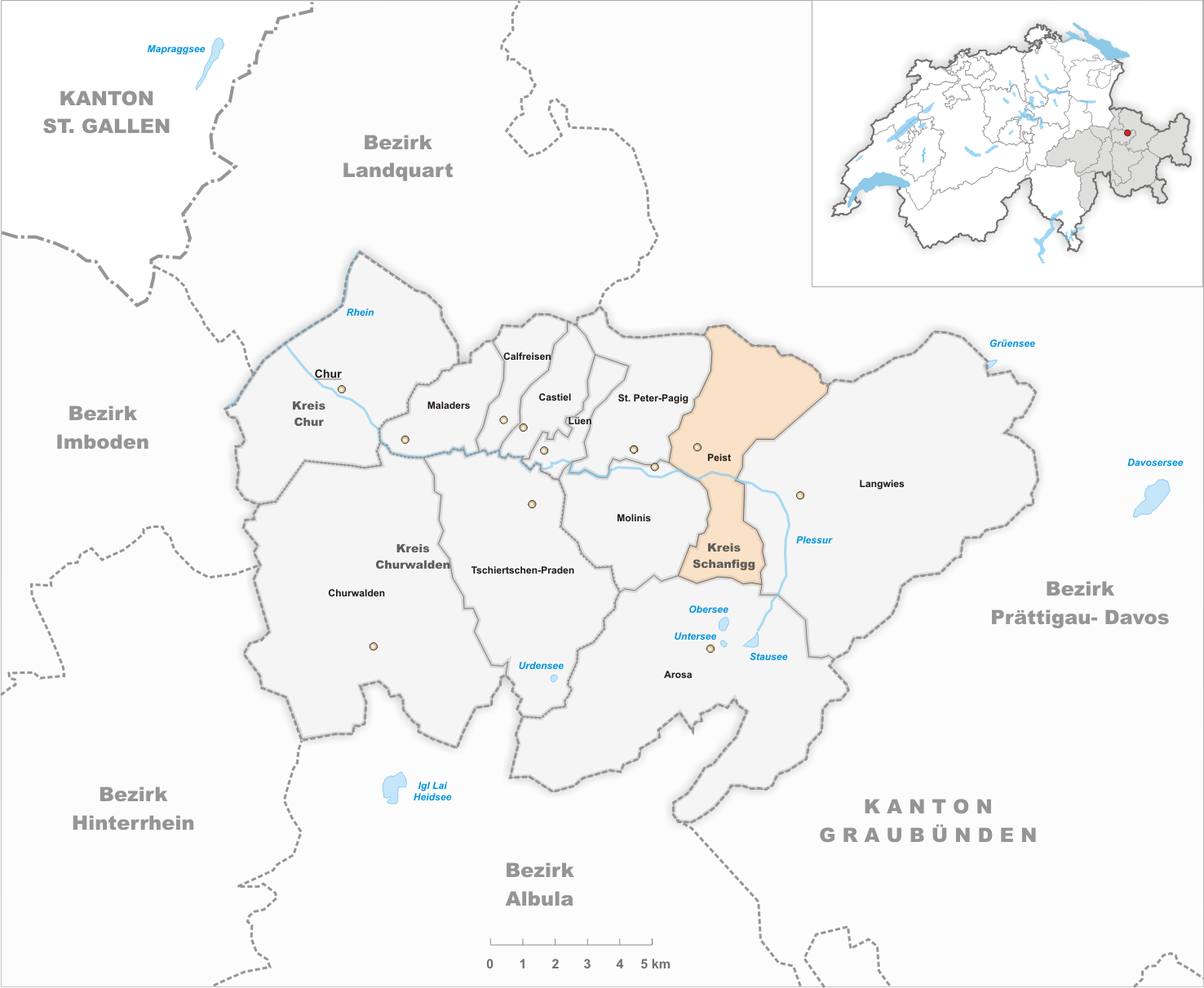
Il territorio del comune di Peist prima degli accorpamenti comunali del 2013

Già comune autonomo che si estendeva per 17,89 km², il 1º gennaio 2013 è stato accorpato al comune di Arosa assieme agli altri comuni soppressi di Calfreisen, Castiel, Langwies, Lüen, Molinis e Sankt Peter-Pagig.

## Monumenti e luoghi d'interesse
- Chiesa riformata dei Santi Callisto e Florino, attestata dal 1478[1];
- Piazza Henri Guisan;
- Lago di Prätsch superiore;
- Lago di Prätsch inferiore[senza fonte].

## Società

### Evoluzione demografica
L'evoluzione demografica è riportata nella seguente tabella:
Abitanti censiti

### Lingue e dialetti
Già paese di lingua romancia, è stato germanizzato a partire dal XIV secolo.

## Infrastrutture e trasporti

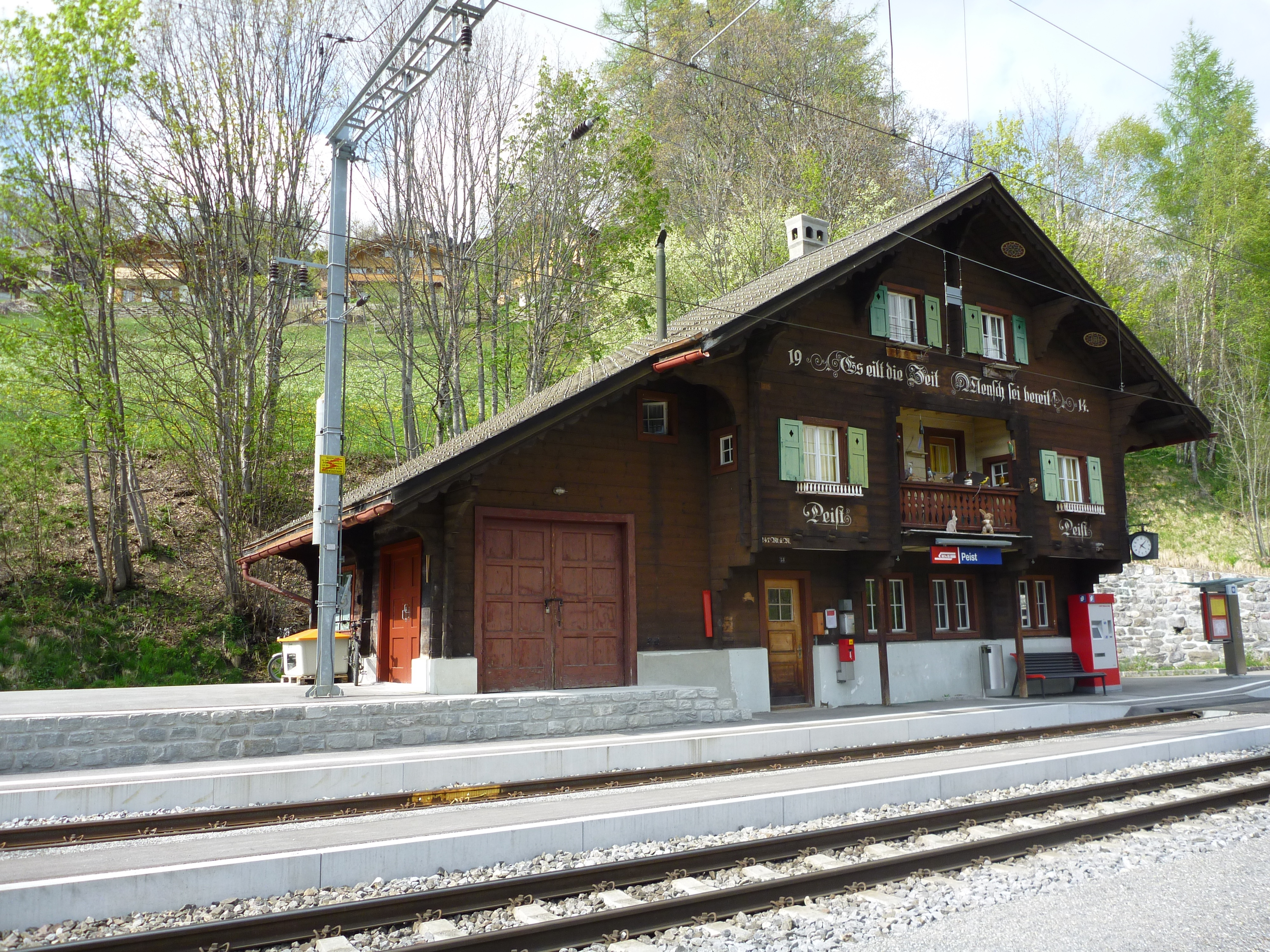
La stazione di Sankt Peter-Molinis

Peist è servito dalla stazione omonima della Ferrovia Retica, sulla linea Coira-Arosa.